# ثوم هوفمان
ثوم هوفمان (بالهولندية: Thom Hoffman)‏ (و. 1957  م) هو ممثل تلفزي، وممثل أفلام، ومصور، وأستاذ جامعي، وممثل مسرحي، ومؤدي هولندي، ولد في فاسينار.

## جوائز
حصل على جوائز منها:
- Zilveren Televizier-Ster (male actor) ‏ (2016)
- Golden Calf Special Jury Prize [الإنجليزية]‏ (1992)
- جائزة العجل الذهبي عن فئة أفضل ممثل  [لغات أخرى]‏ (1990)

## وصلات خارجية
- ثوم هوفمان على موقع IMDb (الإنجليزية)
- ثوم هوفمان على موقع ألو سيني (الفرنسية)
- ثوم هوفمان على موقع ميوزك برينز (الإنجليزية)
- ثوم هوفمان على موقع أول موفي (الإنجليزية)
- ثوم هوفمان على موقع قاعدة بيانات الأفلام السويدية (السويدية)
- ثوم هوفمان على موقع ديسكوغز (الإنجليزية)
- ثوم هوفمان على موقع قاعدة بيانات الفيلم (الإنجليزية)
- ثوم هوفمان على موقع كينوبويسك (الروسية)